# Apimela mulsanti
Apimela mulsanti är en skalbaggsart som först beskrevs av Ludwig Ganglbauer 1895.  Apimela mulsanti ingår i släktet Apimela, och familjen kortvingar. Arten har ej påträffats i Sverige.